# 邦妮·桑莫薇
邦妮·桑莫薇（英語：Bonnie Somerville，1974年2月24日—），是一位美國女演員和歌手，以代表作電視節目《廚神》飾演Mimi一角而聞名。

## 生平
桑莫薇出生在紐約的布魯克林，很小的時候她就往演唱表演方面發展，之後她被波士頓學院的音樂歌劇專業錄取完成學業，然後繼續在紐約的 Lee Strasberg 戲劇藝術學院學習。17歲那年她有幸參加了紐約城市音樂節並和許多樂隊一起進行了現場演出。在那裡她被星探發現走上了短暫的模特之路。22歲那年Sornerville前往洛杉磯並最終真正意義上的開啟了她的熒幕之旅。她第一次作為主角登場，是在CBS電視台描述歌手Lynn Danner生平的迷你劇Shake, Rattle and Roll中。她參與演出的連續劇有：在WB電視台播出的Grosse Pointe，扮演Courtney Scott一角；與丹尼斯·法瑞那、珍·史馬特和伊朗·古登一同演出的NBC喜劇In-Laws；在過去的兩年裡，她參與了ABC電視台的重頭戲《紐約重案組》最後一季的演出，還有FOX電視台的熱門劇《橘子郡男孩》。而細心的觀眾也許還能記得她曾在《六人行》中扮演過Ross的女友Mona。除了電視劇，桑莫薇還參演了不少的電影。在《女人幫》中，桑莫薇在劇中扮演的Caitlin是知名化妝品公司的高級副總裁。和其他3人一樣追尋事業的同時也在追尋著生命中的另一半。桑莫薇同時還作為樂隊的歌手和她的新團員一起努力著，這支樂隊名稱是Band From TV，其成員包括了《Heroes》中的格雷格·格倫伯格、《House》中的休·羅利、《Desperate Housewives》中的詹姆斯·丹頓和《The Bachelor》中的鮑勃·金尼。

## 影視作品
- 《老友記》....Mona
- 《紐約重案組》....Det. Laura Murphy
- 《Grosse Pointe》
- 《廚神》....Mimi
- 《橘子郡男孩》....Rachel Hoffman
- 《婚禮如戰場》....Maggie Welling
- 《女人幫》 .... Caitlin
- 《掉線尋寶記/尋寶假期/掘金三壯士/撲水假期/掘金三勇士》 .... Denise
- 《"The twilight zone"how much do you love your kid?》
- 《Nobody/默默無聞》 .... Fiona
- 《Shake,Rattle and Roll:An American Love Stroy》
- 《產前陣痛》 .... Suzie Cavandish
- 《男女生了沒》 .... Elizabeth
- 《封火線》.... Karen Westlake
- 《下班啦》 .... Kim Roberts
- 《全面搜尋聖誕狗狗 /The Search For Santa Paws 》……Kate Huckle

## 外部連結
- 邦妮·桑莫薇在互联网电影资料库（IMDb）上的資料（英文）
- 邦妮·桑莫薇的X（前Twitter）